# Colymbiformes
Ce taxon est aujourd'hui obsolète.
Ordre
Les Colymbiformes est un ordre obsolète d'oiseaux. Il regroupait des plongeons et des Grèbes. Leurs ressemblances est en fait une convergence évolutive si bien que l'International Commission on Zoological Nomenclature donne ce taxon ainsi que le genre Colymbus comme non-valide. Ces espèces d'oiseaux ont été placées respectivement dans les ordres Gaviiformes et Podicipediformes, puis à la suite des techniques de classification basée sur l'étude de l'hybridation de l'ADN, dans l'ordre des Ciconiiformes.